# تاريخ ويلز
يبدأ تاريخ ويلز بوصول البشر إلى المنطقة منذ آلاف السنين. عاش النياندرتال في ما يُعرف الآن باسم ويلز، أو كَمْري بالنسبة إلى الشعب الويلزي، قبل 230,000 عام على الأقل، بينما وصل الإنسان العاقل في عام 31,000 قبل الميلاد. ومع ذلك، فإن الإستيطان المستمر للبشر المعاصرين يعود إلى الفترة التي تلت نهاية العصر الجليدي الأخير في عام 9,000 قبل الميلاد، وتملك ويلز العديد من بقايا العصر الحجري المتوسط، والعصر الحجري الحديث، والعصر البرونزي. خلال العصر الحديدي، كانت المنطقة، كباقي مناطق بريطانيا الواقعة جنوب خور فورث، خاضعة لسيطرة البريطونيين الكلتيين وتسودها اللغة البريتونية. شنّ الرومان، الذين بدؤوا فتوحاتهم لبريطانيا في عام 43 ميلادي، أول حملة غزو على ما يُعرف الآن بشمال شرق ويلز في عام 48 ميلادي ضد قبيلة ديتشانغلي، وتمكنوا من السيطرة الكاملة على المنطقة بهزيمتهم قبيلة الأوردوفايسيس في عام 79 ميلادي. انفصل الرومان عن بريطانيا في القرن الخامس الميلادي، تاركين الباب مفتوحًا أمام الغزو الأنجلوسكسوني. بعد ذلك، بدأت اللغة والثقافة البريطانية بالتشظي، وتشكلت عدة مجاميع منفصلة. كان الشعب الويلزي أكبر هذه المجاميع، ويجري التطرق إليهم عمومًا بشكل مستقل عن غيرهم من الناطقين باللغة البريثونية المتبقين بعد القرن الحادي عشر.
تشكل عدد من الممالك في ويلز الحالية في الفترة ما بعد الرومانية. في حين اعتُرف بأن أقوى الحكام هو ملك البريطانيين (لاحقًا تويسوك كمري: زعيم أو أمير ويلز)، وبسط بعض الحكام سيطرتهم على مناطق ويلز الأخرى وداخل إنجلترا الغربية، لم يتمكن أي منهم من توحيد ويلز لفترة طويلة. أدت الصراعات الداخلية والضغط الخارجي من الإنجليز، والغزوات النورماندية لإنجلترا لاحقًا، إلى دخول الممالك الويلزية تدريجيًا تحت سيطرة التاج الإنجليزي. في عام 1282، أدت وفاة ليويلين أب غروفود إلى غزو إمارة ويلز على يد إدوارد الأول ملك إنجلترا. بعد ذلك، حمل وريث العاهل الإنجليزي لقب «أمير ويلز». أطلق الويلزيون العديد من الثورات ضد الحكم الإنجليزي، وكانت آخر ثورة بارزة تلك التي قادها أوين غليندر في بداية القرن الخامس عشر. في القرن السادس عشر، أصدر هنري الثامن، وهو من أصل ويلزي باعتباره ابن حفيد أوين تيودور، القوانين في إدارة ويلز بهدف دمج ويلز بالكامل في مملكة إنجلترا. تحت سلطة إنجلترا، أصبحت ويلز جزءًا من مملكة بريطانيا العظمى في عام 1707 ثم من المملكة المتحدة في عام 1801. ومع ذلك، احتفظ الويلزيون بلغتهم وثقافتهم على الرغم من الهيمنة الإنجليزية. أدى نشر أول ترجمة كاملة للكتاب المقدس باللغة الويلزية على يد ويليام مورغان في عام 1588 إلى تقدم كبير في وضع الويلزية بصفتها لغة أدبية.
شهد القرن الثامن عشر بدايات تغييرين أثّرا بشكل كبير في ويلز؛ إحياء الويلزية الميثودية، ما أدى إلى انقسام الأديان في البلاد، والثورة الصناعية. في أثناء ظهور الإمبراطورية البريطانية في القرن التاسع عشر، خاضت جنوب شرق ويلز على وجه الخصوص تجربة التصنيع السريع والارتفاع الكبير في عدد السكان نتيجة انفجار صناعتَي الفحم والحديد. لعبت ويلز دورًا كاملًا وراغبًا في الحرب العالمية الأولى. تراجعت صناعات الإمبراطورية في ويلز في القرن العشرين مع نهاية الإمبراطورية البريطانية في أعقاب الحرب العالمية الثانية، بينما ارتفعت المشاعر القومية والاهتمام بتقرير المصير. حل حزب العمال محل الحزب الليبرالي باعتباره القوة السياسية المهيمنة في عشرينيات القرن العشرين. لعبت ويلز دورًا معتبرًا خلال الحرب العالمية الثانية إلى جانب بقية المملكة المتحدة لبريطانيا العظمى وأيرلندا الشمالية والحلفاء، وتعرضت مدنها للقصف على نطاق واسع في أثناء الهجوم النازي. اكتسب الحزب الوطني «بلايد كمري» («حزب ويلز») تأييدًا منذ ستينيات القرن العشرين. في استفتاء عام 1997، وافق الناخبون الويلزيون على نقل المسؤولية الحكومية إلى جمعية ويلز الوطنية، التي اجتمعت لأول مرة في عام 1999.

## ويلز في عصور ما قبل التاريخ
أولى البقايا البشرية المعروفة والمكتشفة في ويلز الحديثة هي عظم الفك الخاص بالنياندرتال، الذي عُثر عليه في موقع بونتنيود الحجري القديم في وادي نهر إلوي في شمال ويلز، والذي عاش صاحبه منذ 230,000 عام تقريبًا في فترة العصر الحجري القديم السفلي. اكتُشف هيكل السيدة الحمراء من بافيلاند، وهو هيكل عظمي بشري مصبوغ في مغرة حمراء، في عام 1823 في أحد كهوف بافيلاند الجيرية في شبه جزيرة جوير في سوانزي، جنوب ويلز. وعلى الرغم من الاسم، فإن الهيكل العظمي هو لشاب عاش قبل 33,000 عام تقريبًا في نهاية العصر الحجري القديم الأعلى (العصر الحجري القديم)، يُعد هذا الهيكل العظمي أقدم دفن احتفالي معروف في أوروبا الغربية، وقد عُثر عليه إلى جانب جمجمة ماموث مجوهرات مصنوعة من العاج والصدف.
بعد العصر الجليدي الأخير، أصبحت ويلز بشكلها المعاصر منذ عام 8000 قبل الميلاد تقريبًا، وكان يقطنها أولئك الذين يعيشون على الصيد وجمع الثمار في العصر الحجري المتوسط. يُعتقد الآن أن أقدم المجتمعات الزراعية تعود إلى عام 4000 قبل الميلاد، ما يمثل بداية العصر الحجري الحديث. شهدت هذه الفترة بناء العديد من المقابر الصخرية وخاصة الدولمينات أو الأعمدة. من أبرز الأمثلة على المقابر الصخرية: برين كللي ددو وباركلودياد أي غاوريس في أنغلزي، وبينتر إيفان في بيمبروكشاير، وغرفة دفن تينكينسوود في وادي غلامورغان.
ظهرت الأدوات المعدنية لأول مرة في ويلز في عام 2500 قبل الميلاد تقريبًا، إذ ظهرت في البداية تلك المصنوعة من النحاس وتلتها المصنوعة من البرونز. يُعتقد أن المناخ خلال العصر البرونزي المبكر (2500-1400 قبل الميلاد تقريبًا) كان أكثر دفئًا من الوقت الحالي، إذ توجد العديد من البقايا من هذه الفترة في ما يعرف الآن بالأراضي المرتفعة القاتمة. شهد العصر البرونزي المتأخر (1400-750 قبل الميلاد تقريبًا) تطور أدوات برونزية أكثر تقدمًا. ربما أتى جزءٌ كبير من النحاس اللازم لإنتاج البرونز من منجم النحاس في منطقة أُورم العظيمة، حيث يعود تاريخ تعدين ما قبل التاريخ على نطاقٍ واسعٍ إلى العصر البرونزي المتوسط. أظهر تأريخ الكربون المشع أن حصن التلال الأول في ما سوف يصبح ويلز قد شُيد خلال هذه الفترة. يرى المؤرخ جون ديفيز أن المناخ المتدهور بعد عام 1250 قبل الميلاد تقريبًا (درجات حرارة أقل وأمطار أغزر) كان يتطلب أرضًا أكثر إنتاجية ليتم الدفاع عنها.
أقدم قطعة حديدية عُثر عليها في ويلز هي سيف من بحيرة للين فاور التي تطل على رأس وادي نيث، والتي يُعتقد أنها تعود إلى عام 600 قبل الميلاد. استمر بناء حصن التلال خلال العصر الحديدي البريطاني. يوجد ما يقرب من 600 من حصون التلال في ويلز وأكثر من 20% منها موجودة في بريطانيا، ومن الأمثلة عنها بين ديناس بالقرب من آبريستويث، وترير كَيري في شبه جزيرة للين. ظهر اكتشاف مهم بشكل خاص من هذه الفترة في عام 1943 في للين كيرغ باخ في أنغلزي، عندما كان يجري إعداد الأرض لبناء قاعدة لسلاح الجو الملكي. تضمن الكنز أسلحةً، ودروعًا، وعجلات حربية إلى جانب تجهيزاتها ولجاماتها، وسلاسل وأدوات الرقيق. كُسر الكثير منها عمدًا، ويبدو أنها كانت عروضًا نذرية.
حتى وقت قريب، صُور ما قبل التاريخ في ويلز على أنه سلسلة من الهجرات المتتالية. الاتجاه الحالي هو التشديد على استمرارية السكان. تشير موسوعة ويلز إلى أن ويلز قد استقبلت الجزء الأكبر من الشعب الأصلي بحلول عام 2000 قبل الميلاد تقريبًا. دافعت الدراسات الحديثة في علم الوراثة السكانية عن الاستمرارية الوراثية من العصر الحجري القديم العلوي، أو العصر الحجري المتوسط، أو العصر الحجري الحديث. وفقًا للمؤرخ جون ديفيز، نتجت اللغات البريتونية المستخدمة في جميع أنحاء بريطانيا عن «كلتية تراكمية» أصلية لا عن الهجرة.

## ويلز في العصر الروماني

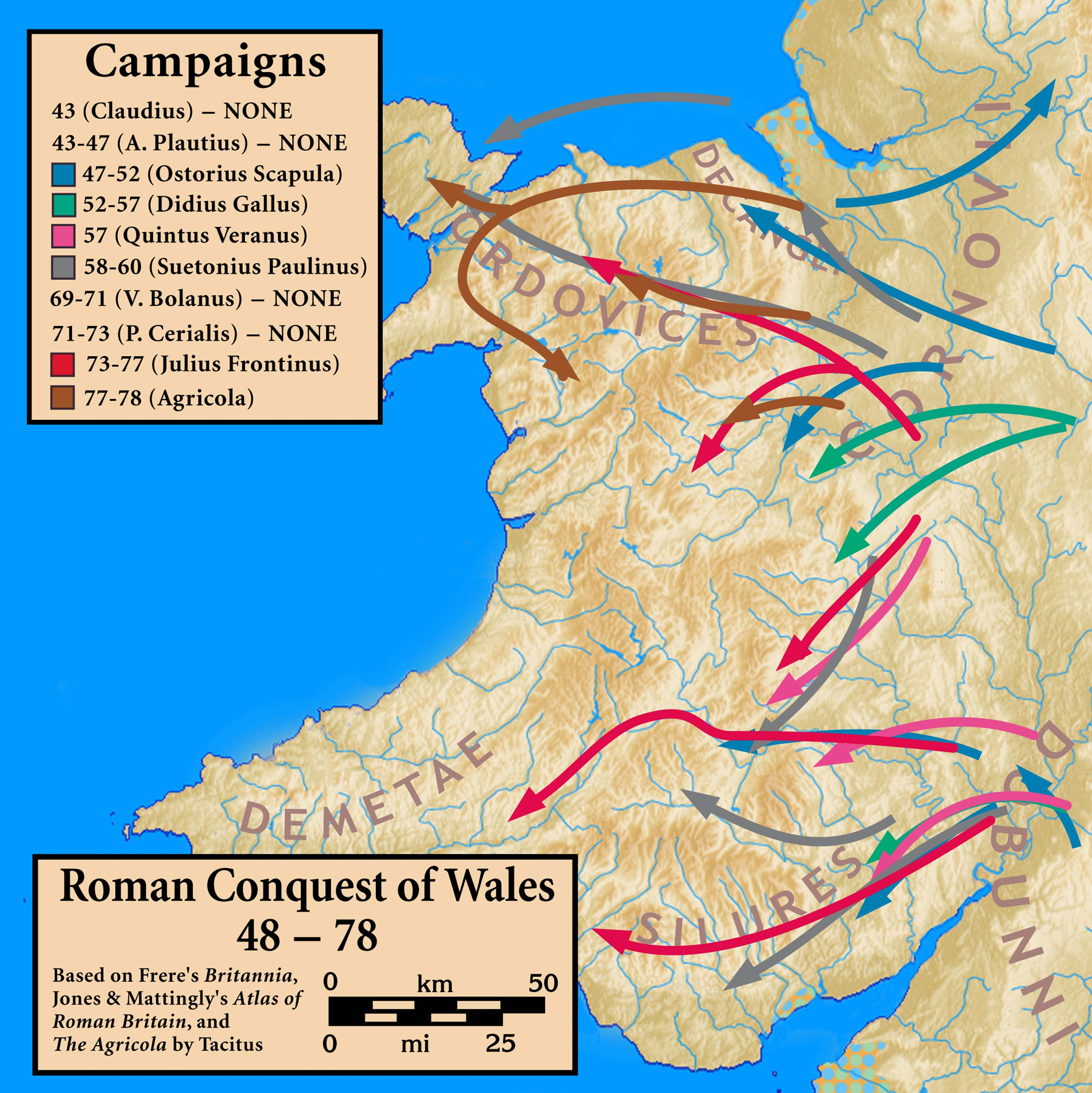
مراحل الفتح الروماني لويلز

بدأ الفتح الروماني لويلز في عام 48 ميلادي واستُكمل في عام 78، مع استمرار الحكم الروماني حتى عام 383. كان الحكم الروماني في ويلز احتلالًا عسكريًا، باستثناء المنطقة الساحلية الجنوبية في جنوب ويلز شرق شبه جزيرة غاور، حيث يوجد إرثٌ من الرومنة. كانت كارونت المدينةَ الوحيدة التي أسسها الرومان في ويلز وهي تقع في جنوبها. أصبحت كلا المدينتين كارونت وكارمارثين، الموجودتين أيضًا في جنوب ويلز، سيفيتاتس رومانيتين. في أثناء الاحتلال، كانت كل من المنطقة التي أضحت ويلز لاحقًا وشعبها جزءًا من الحكم الذاتي لبريطانيا الرومانية.[بحاجة لمصدر]
بحلول عام 47 بعد الميلاد، كانت روما قد غزت واحتلت كل الجنوب وجنوب شرق بريطانيا في ظل أول حاكم روماني لبريطانيا. كجزء من الفتح الروماني لبريطانيا، أُطلق خليفته سلسلة من الحملات العسكرية لغزو ويلز في عام 48، واستمرت هذه السلسلة بشكل متقطع تحت حكم الحكام المتعاقبين حتى اكتمل الفتح في عام 78. حملات الغزو هذه هي السمة الأشهر على نطاق واسع من سمات ويلز خلال العهد الروماني بسبب دفاع الويلزيين الحماسي ولكن غير الناجح عن أوطانهم الذي مارسته قبيلتان أصليتان، السيليورس والأوردوفايسيس.
صنعت قبيلة الديمتي المقيمة في جنوب غرب ويلز سلامها بسرعة مع الرومان، إذ لا يوجد أي دليل على الحرب مع روما، ولم يُعزز وطنهم بشكل كبير بالحصون ولم تُشق فيه الطرق. كانت الديمتي القبيلة الويلزية الوحيدة التي خرجت من الحكم الروماني مع بقاء وطنهم واسم قبيلتهم سليمين.
كانت ويلز مصدرًا غنيًا للثروة المعدنية، واستخدم الرومان تقنيتهم الهندسية لاستخراج كميات كبيرة من الذهب والنحاس والرصاص، بالإضافة إلى كميات متواضعة من بعض المعادن الأخرى مثل الزنك والفضة. تم التخلي عن المناجم عندما لم تعد عملية أو مربحة. ركز الرومان في تنميتهم الاقتصادية على جنوب شرق بريطانيا، مع عدم وجود صناعات مهمة في ويلز. كانت هذه مسألة ظروف إلى حد كبير، إذ لم يكن لدى ويلز أي من المواد اللازمة في تشكيلة مناسبة، ولم يكن الريف الجبلي المشجر قابلًا للتطوير.
يشير العام 383 إلى نقطة مهمة في تاريخ ويلز، إذ ذُكر في الأدب واعتُبر نقطة الأساس للعديد من السلالات الحاكمة في العصور الوسطى. في ذلك العام، جرّد الجنرال الروماني ماغنوس ماكسيموس كلًا من شمال بريطانيا وغربها من القوات وكبار المسؤولين، وأصدر أوامر ناجحة جزئيًا للحصول على القوة الإمبراطورية، مستمرًا بحكم بريطانيا من بلاد الغال بصفته إمبراطورًا. مع مغادرة القوات والإداريين الرومانيين، والتخطيط للاستمرار حاكمًا لبريطانيا في المستقبل، كان مساره العملي نقل السلطة المحلية إلى الحكام المحليين. تمثل الأسطورة الويلزية خلفية أسطورية لهذه العملية.

## وصلات خارجية
- مكتبة ويلز الوطنية - تتضمن معلومات تاريخية ومصادر
- تاريخ ويلز - هيئة الإذاعة البريطانية
- تاريخ وأجداد - موقع حكومة ويلز